# Tropiometridae
Tropiometridae zijn een familie van zeelelies uit de orde van de haarsterren (Comatulida).

## Geslacht
- Tropiometra A.H. Clark, 1907